# Antony Flew
Antony Flew (11 februari 1923 – 8 april 2010) was een Brits filosoof die vooral bekendheid verwierf door zijn werk binnen de filosofie van de religie. Flew studeerde klassieke talen aan de Universiteit van Oxford. Hij was in het begin van zijn carrière een prominent pleitbezorger van het atheïsme en een aanhanger van het evidentialisme. Flew verdedigde onder meer de stelling dat men het bestaan van God slechts mag aannemen wanneer daar empirische bewijs voor bestaat. Hij is tevens de auteur van het korte, maar erg invloedrijke artikel "Theology and Falsification", waarin hij stelt dat beweringen over God betekenisloos zijn wanneer ze niet getest kunnen worden op hun waarheid of valsheid. Dit illustreert hij bijvoorbeeld door het uitwerken van de parabel van de onzichtbare tuinman.
Eind 2004 echter zou Flew zijn positie inzake het bestaan van God hebben gewijzigd en een vorm van deïsme hebben aangehangen. Vooral kritiek op de evolutietheorie vanuit de hoek van het Intelligent design-kamp zou Flew ertoe gebracht hebben om het atheïsme te verwerpen. De microbiologie en het voortgaande DNA-onderzoek laat, volgens Flew en de ID-beweging, zien dat een cel een onherleidbaar complex geheel is dat onmogelijk via evolutie kan zijn ontstaan. Flew is van oordeel dat de eerste levensvorm niet het resultaat kan zijn van een spontaan proces. De gedachten van Flew gaan thans richting het  Intelligent design concept. In dit concept is de aardse werkelijkheid herleidbaar naar een schepper en een vooropgezet plan. Flew zou als gevolg daarvan het bestaan van een God en schepper hebben aangenomen.
Dat moet ook blijken uit Flew zijn laatste boek There is a God (2007) waarin hij samen met co-auteur Roy Abraham Varghese een filosofische duiding gaf bij recente natuurwetenschappelijke verworvenheden. Het wereldbeeld van de Big Bang verdrong volgens de auteurs het idee van een eindeloos en statisch universum. Als het heelal een waarneembaar begin heeft, kan de vraag naar een verklaring van dat begin niet langer worden ontweken. Maar er is meer. Er bestaan in ons universum constante en precieze natuurwetten, bijvoorbeeld de zwaartekracht en het elektromagnetisme. Die natuurwetten bepalen de ontwikkeling van het heelal. De waarden van de fysische constanten van die natuurwetten lijken zo precies op elkaar afgesteld dat hun combinatie schijnbaar onvoorstelbaar onwaarschijnlijk is. Dat ‘antropisch principe’ maakt het ontstaan van het menselijke leven mogelijk en roept als vanzelf het denkbeeld van de schepping door een oneindig intelligente ontwerper op, aldus Flew in zijn laatste boek.
De bekering van Flew blijft evenwel het onderwerp van een controverse. Sommigen hebben onder meer de suggestie geuit dat Flew zijn mentale gezondheid was achteruitgegaan en dat zijn laatste boek "There is a God" vooral het werk was van co-auteur Roy Abraham Varghese.

## Boeken van Flew
- Logic and Language (1953)
- God and Philosophy (1966)
- An introduction to western philosophy: ideas and argument from Plato to Sartre (1971)
- Thinking about Thinking (1976)
- How to Think Straight: An Introduction to Critical Reasoning
- Merely Mortal?: Can You Survive Your own Death?
- Does God Exist?: The Craig-Flew Debate
- God and Philosophy
- Atheistic Humanism
- There is a God: How the World’s Most Notorious Atheist Changed His Mind, HarperOne, New York (2007)